# Tsunekichi Suzuki
Tsunekichi Suzuki (鈴木常吉; Tokyo, 24 novembre 1954 – 6 luglio 2020) è stato un cantautore, attore e compositore giapponese.

## Biografia
Frontman tra il 1989 e il 1990 della band Cement Mixers, ha poi avviato una carriera solista come cantante e polistrumentista folk. Dal suo album solista del 2006 ぜいご (diffuso digitalmente fuori dal Giappone con il titolo romanizzato ZEIGO) sono stati tratti alcuni brani della colonna sonora della serie televisiva Midnight Diner.

## Discografia

### Da solista
- 2006 - ぜいご (ZEIGO)[6]
- 2010 - 望郷 (BOUKYOU[7])[8]
- 2020 - オールウェイズラッキー[9]